# Gerardo Galeote
Gerardo Galeote (San Paolo, 27 gennaio 1957) è un politico spagnolo, europarlamentare dal 1994 al 2009.
È stato presidente della Commissione per lo sviluppo regionale dal 2004 al 2009, membro del Gruppo del Partito popolare europeo (Democratici-cristiani) e dei Democratici europei nel 2004 e membro dell'ufficio di presidenza del gruppo appena menzionato dal 2004 al 2009.